# 高麗家住宅
高麗家住宅（こまけじゅうたく）は、埼玉県日高市にある江戸時代の古民家。

## 概要
高麗神社の裏手にあり、神職を務めた高麗家の住居として、慶長年間に建造された。東日本の民家の中では古い形を遺している極めて重要な例として1976年（昭和51年）6月22日に国指定の重要文化財に指定された。1976年から1977年にかけて大修理が行われた。
2017年（平成29年）9月20日に、明仁天皇、美智子皇后（いずれも当時）が、高麗神社に行幸啓した際、高麗家住宅を視察した。